# Polydóros (král Sparty)
Polydóros (starořecky Πολύδωρος) byl král Sparty přibližně od roku 700 před n. l. do roku 665 před n. l. Pocházel z královského rodu Agiovců. Jeho spolukrálem z královského rodu Eurypontovců byl Theopompos.
Historické období, když ve Spartě vládl Polydóros, je jen velmi málo známé. Můžeme se tu opřít pouze o záznamy antických historiků, kteří tyto události zaznamenali až z odstupu dlouhého času a proto je pravděpodobné, že některé informace, které o nich podávají, patří spíše do oblasti mýtů.
Polydóros, syn a nástupce krále Alkamena, je v seznamech králů rodu Agiovců uváděn jako desátý král této královské linie. Králem se stal přibližně na počátku sedmého století, během první messénské války, která začala expanzí Sparty na západ ještě za vlády jeho otce Alkamena. Výsledkem této dlouhé a krvavé války bylo úplné ovládnutí území Messénie a zotročení jejího obyvatelstva.

Poslední rozhodující bitvu první messénské války popsal makedonský právník a spisovatel Polyainos v knize Strategie. Podle Polyaina v dvacátém roce první messénské války král Polydóros se svým spolukrálem Theopompem předstírali mezi sebou spor. O tomto sporu a o tom, že Sparťané rozdělí své síly, přinesl do nepřátelského tábora zprávu "dezertér". Po obdržení této zprávy Messéňané pozorovali nepřítele se zvláštní pozorností, ale tuto lest neprokoukli. Theopompos se se svým vojskem v souladu s dohodou ukryl na určeném místě ve vzdálenosti, odkud mohl v případě potřeby zasáhnout. Snížený počet bojovníků krále Polydora zlákal Messéňany k otevřenému boji, během kterého byli králem Theopompem napadeni zezadu a definitivně poraženi. 

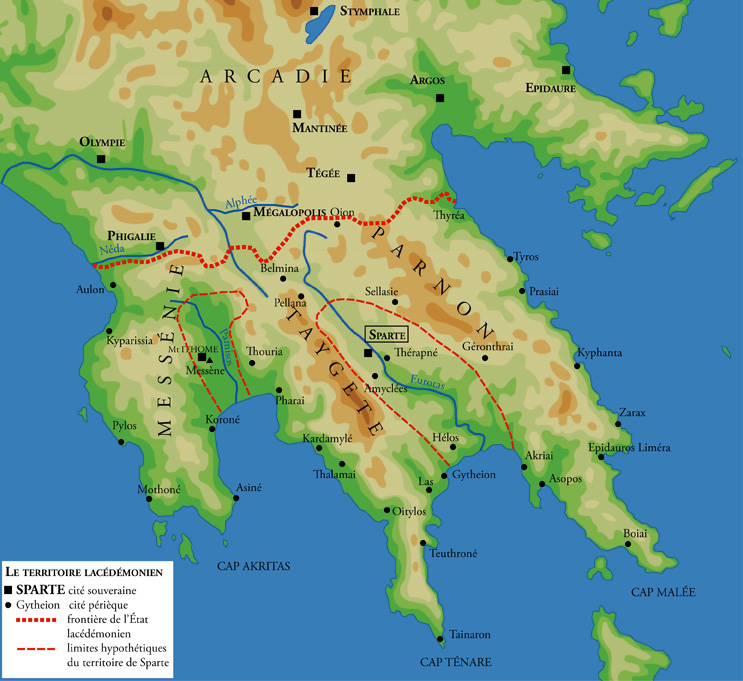
Území starověké Sparty po messénských válkách.

O další bitvě, kterou vedla Sparta po první messénské válce, píše Pausanias v knize Cesta po Řecku. Pausanias ve druhém století během návštěvy Argu viděl památník, postavený na počest vítězství Argu nad Spartou v bitvě u Hysiai. Podle Pausania se tato bitva odehrála ve čtvrtém roce dvacáté sedmé olympiády, čili kolem roku 669 před Kr., když měl vládnout Polydóros. Tato událost je některými historiky zpochybněna a sporná je i zpráva, že v období Polydorovy vlády byly založeny dvě kolonie (osady) Crotone a Locri v dnešní Kalábrii v jižní Itálii. Podle Pausania byl Polydóros ve Spartě velmi oblíbený panovník. Údajně nebyl násilník, nikoho neurážel a jako soudce byl lidský. Když se jeho sláva rozšířila i za hranice Sparty, zavraždil ho nějaký Polemarchos, člen významné rodiny ve Spartě. Polydora pohřbili s velkými poctami vedle Orestova (Orestes, syn Agamemnonův) hrobu, kde později stála i jeho socha. Pausanias napsal, že po jeho smrti soudci a státní zástupci používali pečetidla s jeho podobiznou. Následníkem Polydórovým se stal jeho syn Eurykrates.
Polydóra zmiňuje také historik Plútarchos v knize Lykúrgos. Píše, že během Polydorovy vlády se ve Spartě udělala pozemková reforma, při které se přidělily nové pozemky tisícům občanů Sparty.